# Герб Ківерців
Герб Кі́верців — офіційний символ міста Ківерці, районного центру Волинської області. Затверджений 9 вересня 1999 року сьомою сесією Ківерцівської міської ради десятого скликання. Існує варіант герба з косулею.
Автор герба — А. Гречило.

## Опис герба
У зеленому полі золотий зубчастий стовп із викладених паркетоподібних брусків, у відділеній у соснові пагони срібній главі біжить червона вивірка. 
Щит обрамований декоративним картушем та увінчаний срібною міською короною з трьома зубцями (мерлонами).

## Зміст
Паркетна кладка вказує на розвинуту деревообробну галузь. Зелений колір означає багато лісів, вивірка (білка) — типовий представник місцевої фауни, а срібний колір означає часте повітря та щедрість навколишньої природи.